# لی جو هیونگ (کارگردان)
لی جو هیونگ (زاده ۱۹۷۷) کارگردان و فیلمساز اهل کره جنوبی است. او دو فیلم خانواده سرخ و بیل مکانیکی را کارگردانی کرده که نویسنده هر دو فیلم کیم کی دوک بوده‌است.